# Denza (automerk)
Denza is een Chinees automerk van Shenzhen BYD Daimler New Technology Company, een joint venture tussen BYD Auto en Daimler. Het automerk produceert uitsluitend elektrische voertuigen. 
Denza maakte zijn debuut tijdens het Autosalon van Peking in 2012 met de Denza NEV, nog geen maand na de oprichting van het merk.
Aiways · 
BAIC (Foton) · 
Brilliance · 
BYD · 
Changan · 
Chery · 
Denza · 
Dongfeng · 
FAW (Hongqi) · 
Geely (Lynk & Co · Zeekr) · 
Great Wall Motor · 
Hozon · 
Leapmotor · 
Li Auto · 
NIO · 
SAIC · 
Seres (AITO) · 
Xiaomi · 
XPeng